# Jakob Windisch
Jakob Windisch (* 20. März 1999 in Brixen) ist ein italienischer Beachvolleyballspieler.

## Karriere
Mit Paolo Cappio erreichte Jakob Windisch 2016 bei der U18-EM in Brno sowie zwei Jahre später bei der U20-Europameisterschaft in Anapa jeweils das Halbfinale. Größter Erfolg des gebürtigen Südtirolers im Juniorenbereich war jedoch der zweite Platz bei der U21-Weltmeisterschaft in Udon Thani in Thailand mit Alberto Di Silvestre im Juni 2019. 
Mit Samuele Cottafava gewann Jakob Windisch anschließend die 1*Turniere in Budapest, Tel Aviv und Cervia. Außerdem wurden die beiden italienischen Beachvolleyballspieler in der gleichen Saison Vierte bei der U22-Europameisterschaft in Antalya in der Türkei. 2021 belegten sie den neunten Platz bei der Beachvolleyball-EM in Wien.
Nachdem Cottafava 2022 der neue Partner von Paolo Nicolai wurde, bildeten Windisch und Gianluca Dal Corso ein Beachvolleyballteam. Bei der Beachvolleyball-Weltmeisterschaft in der Hauptstadt ihres Heimatlandes wurden sie in Pool I gelost. Nach einem 2:0 Auftaktsieg gegen die Chilenen Esteban und Marco Grimalt, einem 0:2 gegen Robin Seidl und Philipp Waller aus Österreich sowie einem verlorenen Dreisatzspiel gegen die Polen Piotr Kantor und Maciej Rudol belegten die italienischen Sportler aufgrund des schlechtesten Ballquotienten den vierten Platz in ihrer Gruppe und erhielten dafür je 1700 US$ Preisgeld. Im weiteren Verlauf der Saison erreichten die beiden Südeuropäer bei Future-Turnieren den dritten Rang in Giardini Naxos, gewannen in Lecce und wurden Fünfte in Ciro Marina. Beim Challenge Event in Agadir überstanden Windisch und Dal Corso die Qualifikation, scheiterten jedoch anschließend in der Poolrunde mit zwei Niederlagen.